# (hed)p.e.
(hed)p.e. (auch (hed) planet earth oder Hed PE, stilisiert als (həd) p.e.) ist eine Crossover-Band aus Huntington Beach, Kalifornien. Die Band spielt eine Mischung aus Hardcore Punk, Ska-Punk, Funk, Heavy Metal und Hip-Hop. Sie bezeichnet sich selbst als „G-Punk“-Band.

## Bandgeschichte

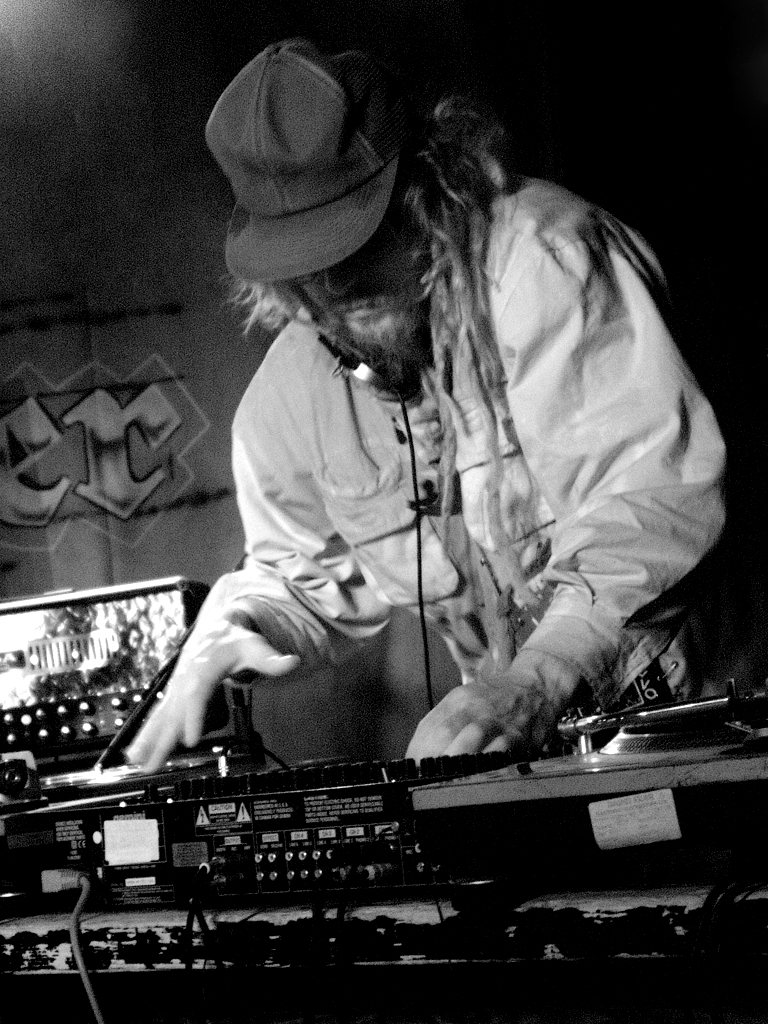
DJ Product an seinen Turntables

### Anfänge
(hed)p.e. wurde im Jahre 1994 zusammen von Jahred Gomes (Paolo Sergio Gomes, Sänger) und Wes Geer (Lead-Gitarre) gegründet, nachdem sie sich auf mehreren Konzerten in Los Angeles und in der kalifornischen Untergrund-Szene trafen. Sie begannen Songs zu schreiben und vervollständigten mit Mawk (Bass), Chizad (Gitarre), B.C. (Schlagzeug) und DJ Product (Turntables) die Band. Zunächst hießen sie „Hed“ für „higher education“ (dt. Höhere Bildung), mussten ihren Namen aber aus rechtlichen Gründen ändern. Daher kam „PE“ dazu, was zunächst für „Planetary Evolution“, später für „Planet Earth“, steht.

### Erste Erfolge
1995 erschien ihr erstes Album Chuch of Realities als Eigenproduktion. Mit dem Album konnten sie einen Plattenvertrag bei Jive Records erlangen. Dort erschien 1997 ihr selbstbetiteltes offizielles Debütalbum. Das Album gab den Stil der ersten Jahre vor: eine Mischung aus Hip-Hop und Punk, den sogenannten Rap-Metal, wie ihn Rage Against the Machine kurz vorher populär machte. Bereits mit ihrem Debüt konnte die Band auf der Ozzfest-Tour mit unter anderem Korn, Static-X und System of a Down auftreten. Stücke von ihnen erscheinen auf dem Black-Sabbath-Tributealbum Nativity in Black II (Sabra Cadabra) und dem Soundtrack zu The Replacement Killers – Die Ersatzkiller (33).
2000 wurde Gomes mit Marihuana vor einem Auftritt in Waterbury (Connecticut) erwischt und wurde verhaftet. Er wurde erst gegen die Zahlung von 1500 US-Dollar Kaution wieder freigelassen und konnte gerade noch mit der Band im Vorprogramm von P.O.D. auftreten. Er hatte sich das Päckchen per FedEx schicken lassen.

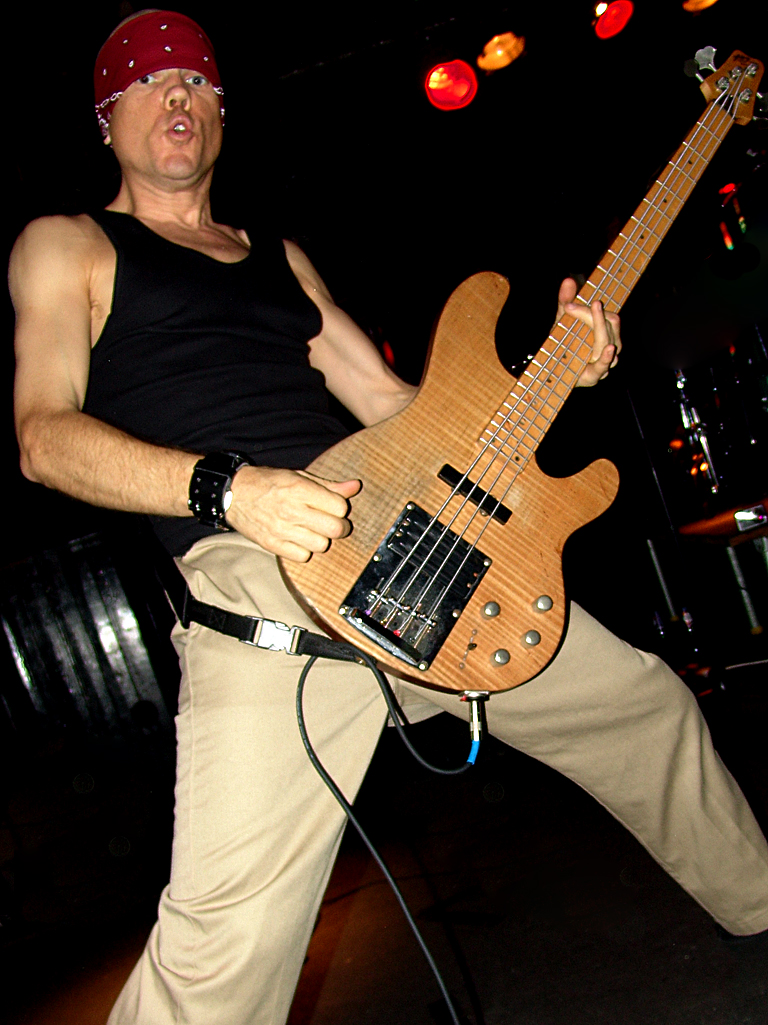
Mawk live im Jahre 2006

2001 hatten sie ihren größten Erfolg mit ihrem zweiten offiziellen Album Broke (Jive Records) und Clubhits wie Killing Time, Bartender und Waiting to Die. Auf dem Album wirkten als musikalische Gäste außerdem Serj Tankian, Morgan Lander (Kittie) sowie East Bay Ray mit. Das Album erreichte Platz 63 der Billboard 200.
Von ihrer Plattenfirma unter Druck gesetzt, mehr Mainstream-Songs zu schreiben, erschien das Album Blackout (2003) (ursprünglicher Album-Name vor dem Mitgliederwechsel: „The Big Nothing“), das ihren Sound etwas massentauglicher und weniger aggressiv klingen ließ. Auch wurden die Rap-Passagen zurückgefahren. Kurz vor den Aufnahmen stieg Chizad aus, der durch Sonny Mayo (ex-Amen) ersetzt wurde. Blackout erreichte mit Platz 33 die höchste Chartplatzierung im Schaffen der Band.

### Independent-Jahre (2004–2006)
Im Jahre 2004 trennte man sich von der Plattenfirma Jive Records und ersetzte den ursprünglichen Gitarristen und ursprünglichen Schlagzeuger. (hed)p.e. wurde daraufhin von dem Indielabel Koch Records unter Vertrag genommen, die zwei Neueinsteiger Jaxon (Gitarre) und Moke (Schlagzeug) rundeten die Band ab.

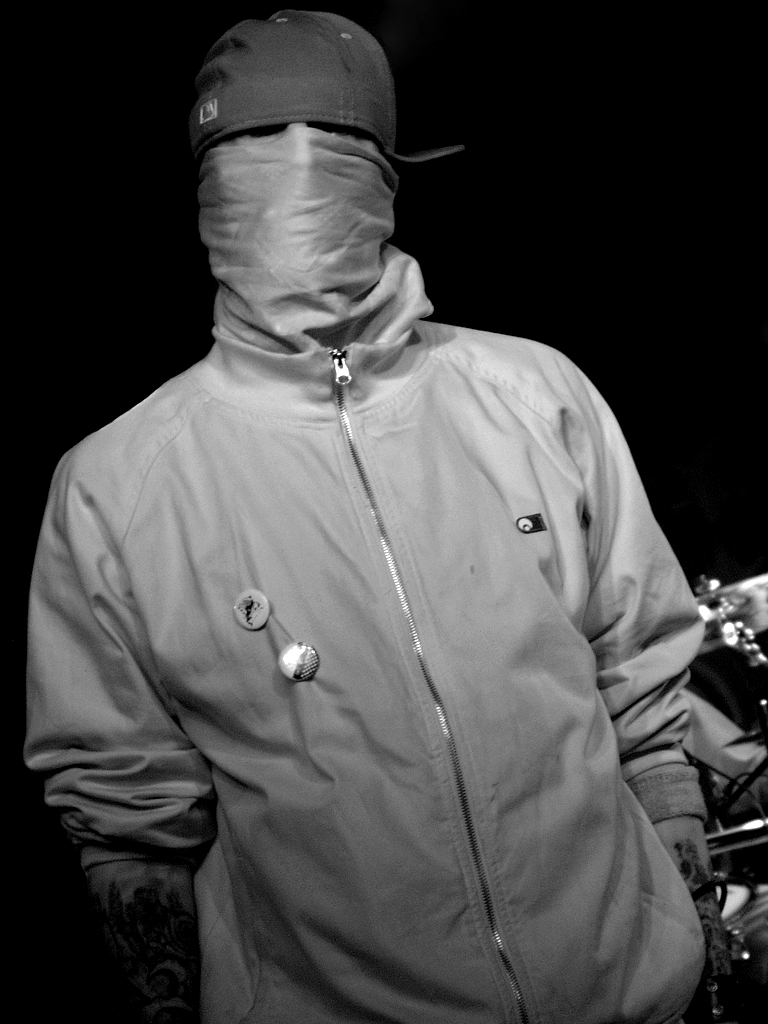
Der vermummte Jahred Gomes im Jahr 2006

Bei den Aufnahmen zum nächsten Album griff die Band auf Material von Frontmann Jahred zurück, der einige Songs für sein nie veröffentlichtes Seitenprojekt Fenix Jones geschrieben hatte. Die Songs sind heute auf dem Album Only in Amerika ursprünglicher Album-Name: „Raise Hell“ vertreten, das 2004 erschien. Der Albumname bezieht sich auch darauf, dass das Album zunächst nur in den Vereinigten Staaten erschien. Die internationale Veröffentlichung erfolgte ein Jahr später.
Mit dem neuen Line-up wurde die Musik wieder härter und kehrte zu ihrem ursprünglichen Stil zurück. Obwohl das Album in den Vereinigten Staaten wieder chartete, konnte die Gruppe nicht an ihre alten Erfolge anknüpfen und musste sich erneut eine Plattenfirma suchen.

### Suburban Noize Records (2006–2010)
2006 erschien mit Back 2 Base X das fünfte Studioalbum der Band, welches unter Suburban Noize Records (u. a. Kottonmouth Kings, OPM) veröffentlicht wurde. Ohne Rücksprache mit der Band erschien im selben Jahr das Best-of-Album The Best of (Hed) Planet Earth über ihr altes Label Jive.
Das Album Insomnia folgte 2007. Die erste Single Suffa handelte von der Vermischung von Politik und Krieg. Die Band versucht ihrer sozialkritischen Musik auch Taten folgen zu lassen. Mit einer exklusiven Merchandise-Linie mit T-Shirts und Sweatshirts sammelt die Band für verwundete Soldaten und finanziert diesen so Medikamente und Rollstühle. 2008 erschien das erste Livealbum The DIY Guys, gefolgt von ihrem mittlerweile siebtem Studioalbum New World Orphans. Bei diesem handelt es sich um ein politisches Konzeptalbum über das Truth-Movement und andere Verschwörungstheorien.
Im Oktober 2010 folgte das Album Truth Rising mit Gastvocals von Lajon Witherspoon (Sevendust) auf dem Song Stand Up. Im selben Jahr erschien das Best-of-Album Major Pain 2 Indee Freedom: The Best of Hed P.E., das ihre bisherige Karriere auf Suburban Noize zusammen fasste und in der limitierten Version eine Live-DVD beinhaltete. 2012 sollte das Album Ascension folgen, das jedoch nie erscheint. Kurz vorher stieg Gründungsmitglied DJ Product aus. Die Band musste anschließend erneut eine Plattenfirma suchen und verlor weitere langjährige Mitglieder.

### Pavement Music (2014–2018)
Auf Pavement Records erschien schließlich 2014 Evolution, das bis dato letzte Werk, das sich in den Billboard 200 platzieren konnte. Auf dem Album wurden die Rap-Einflüsse wieder etwas in den Hintergrund gedrängt, das Album wurde wieder wesentlich härter. Jedoch waren auf den letzten Songs auch Reggae-Einflüsse eingearbeitet. Nach dem Album kam es wieder zu Line-up-Wechseln, so das Jared Gomes das letzte verbliebene Originalmitglied der der Band wurde. Auf Pavement erschien 2016 noch Forever!, das an Korn erinnerte.

### Rückkehr zu Suburban Noize (seit 2019)
Zurück auf Suburban Noize erschienen in schneller Folge Stampede! (2019) und Class of 2020 (2020). Letzteres eine Folge der COVID-19-Pandemie in den Vereinigten Staaten, da die Tourpläne scheiterten. Stampede! stellte eine Erneuerung des Sounds dar, kamen doch mehr programmierte Passagen hinzu. Außerdem wurde Auto-Tune in den Gesang integriert. Das Album Class of 2020 dagegen erschien zum 20-jährigen Jubiläum des Albums Broke und suchte eher die Verbindung zur Vergangenheit. So versammelten sich mit DJ Product und Chizad zwei alte Mitstreiter als Gäste. Zum anderen griff die Musik auch auf alte Elemente zurück, ohne dabei neuere Einflüsse zu vernachlässigen. Jared Gomes kündigte an, das es für eine längere Zeit das letzte Album der Gruppe sei.

## Musikstil
Der Musikstil wird von (hed)p.e. gerne als „G-Punk“, ein Wortspiel mit G-Funk und Punk, umschrieben. Dabei verweist das „G“ auf Gangsta, also ihre Hip-Hop-Einflüsse, während das „Punk“ in diesem Fall sowohl auf Punk als auch Funk-Einflüsse hinweist. Im Wesentlichen geprägt von der ersten Welle des sogenannten Nu Metals beziehungsweise auch des Rap-Metals und Crossovers gehören sie heute zu den bekannten Bands dieser drei Subgenres, wobei die Trennlinien schwer auszumachen sind. Der Hip-Hop-Einfluss ist wesentlich größer als bei anderen Bands dieses Genres. Auch kamen im Laufe der Zeit Elemente des Reggae und des Dub hinzu. Nach einer kurzen, eher kommerziell orientierten Phase auf Jive Records wurde die Musik außerdem härter. Auch aufgrund des Wechsels von einem Label mit Major-Vertrieb zu diversen Independent-Labels ist gilt (hed)P.E. nicht ganz so erfolgreich wie vergleichbare Bands wie Deftones, Korn oder System of a Down. Zum Konzept der Band gehörten von Anfang an sozialkritische und explizit politische Texte, die sich zum Beispiel gegen den Irakkrieg oder das ökonomische System der Vereinigten Staaten richten. Insbesondere die früheren Alben behandeln Verschwörungstheorien und den UFO-Glauben.

## Diskografie
Studioalben

| Jahr | Titel             | Höchstplatzierung, Gesamtwochen, AuszeichnungChartplatzierungen (Jahr, Titel, Platzierungen, Wochen, Auszeichnungen, Anmerkungen) | Höchstplatzierung, Gesamtwochen, AuszeichnungChartplatzierungen (Jahr, Titel, Platzierungen, Wochen, Auszeichnungen, Anmerkungen) | Anmerkungen                                             |
| Jahr | Titel             | UK | US | Anmerkungen                                             |
| ---- | ----------------- | --- | --- | ------------------------------------------------------- |
| 1997 | (hed) pe          | — | — | Erstveröffentlichung am 12. August 1997 Jive Records    |
| 2000 | Broke             | UK73 (1 Wo.)UK | US63 (8 Wo.)US | Erstveröffentlichung am 22. August 2000 Jive Records    |
| 2003 | Blackout          | — | US33 (6 Wo.)US | Erstveröffentlichung am 18. März 2003 Jive Records      |
| 2004 | Only in Amerika   | — | US186 (1 Wo.)US | Erstveröffentlichung am 19. Oktober 2004 Koch Records   |
| 2006 | Back 2 Base X     | — | US154 (1 Wo.)US | Erstveröffentlichung am 6. Juni 2006 Suburban Noize     |
| 2007 | Insomnia          | — | US138 (1 Wo.)US | Erstveröffentlichung am 17. Juli 2007 Suburban Noize    |
| 2009 | New World Orphans | — | US72 (2 Wo.)US | Erstveröffentlichung am 13. Januar 2009 Suburban Noize  |
| 2010 | Truth Rising      | — | US98 (1 Wo.)US | Erstveröffentlichung am 26. Oktober 2010 Suburban Noize |
| 2014 | Evolution         | — | US105 (1 Wo.)US | Erstveröffentlichung am 22. Juli 2014 Pavement          |
| 2016 | Forever!          | — | — | Erstveröffentlichung am 22. Juli 2016 Pavement          |
| 2019 | Stampede          | — | — | Erstveröffentlichung am 21. Juni 2019 Suburban Noize    |
| 2020 | Class of 2020     | — | — | Erstveröffentlichung am 21. August 2020 Suburban Noize  |